# Kasenga
Kasenga is een stad op het grondgebied van het gelijknamige territorium (territoire) Kasenga in de provincie Opper-Katanga van de Democratische Republiek Congo. De stad ligt ten zuiden van het Mwerumeer, 217 km ten noordoosten van Lubumbashi nabij de grens met Zambia.

## Administratie
Het administratieve centrum telde 19.947 geregistreerde kiezers in 2018. Kasenga heeft de status van een landelijke gemeente met minder dan 80.000 kiezers en telde zeven gemeenteraadsleden in 2019.

## Eerste Congolese Burgeroorlog
Tijdens de Eerste Congolese Burgeroorlog in maart 1997 werd de stad bezet door het rebellen leger AFDL van Laurent-Desire Kabila.